# Nicolas Di Felice
Nicolas Di Felice (né le 1er juillet 1983 à Charleroi, en Wallonie) est un directeur artistique belge. Il est nommé directeur artistique de Courrèges en septembre 2020. Il a précédemment travaillé chez Balenciaga, Dior et Louis Vuitton.

## Biographie

### Enfance
D’origine italienne, Nicolas Di Felice grandit à Sambreville, un village situé à côté de Charleroi, Wallonie, en Belgique,,,,. C’est par la musique et notamment les clips de MTV, où chaque groupe arbore son propre univers, qu’il découvre la mode,. À 20 ans, il intègre l’École nationale supérieure des arts visuels de La Cambre à Bruxelles,. Il fait notamment la connaissance de Bernard Dubois à qui il confiera quelques années plus tard l’architecture des boutiques Courrèges. En 2007, Nicolas Di Felice participe au concours International Talent Support (ITS) de Trieste,. Il sort de La Cambre en 2008,,.

### Débuts de carrière
En 2008, il décroche un stage chez Balenciaga puis est embauché en tant que styliste junior,. Il y reste plus de six ans,. André Courrèges avait lui aussi fait ses armes chez Balenciaga. Nicolas Di Felice travaille alors sous la houlette de Nicolas Ghesquière,,. Chez Balenciaga, il passe des heures à regarder des films afin de suivre les influences des collections. Il réalise de nombreuses recherches, découvre de nouvelles références culturelles et apprend la précision, ainsi que le perfectionnisme,,,.
Après le départ de Nicolas Ghesquière en 2012, Nicolas Di Felice quitte à son tour Balenciaga en 2014 et intègre Dior pendant quelques mois où il travaille avec Raf Simons,,. Il occupe les fonctions de responsable tailleur. Puis, il rejoint Nicolas Ghesquière passé chez Louis Vuitton où il reste cinq ans. Chez Louis Vuitton, Nicolas Di Felice, devenu designer senior,,, est responsable des pièces « tailleur » (jupes, vestes, manteaux, pantalons) du prêt-à-porter féminin.

### Courrèges
En 2020, il est pressenti pour reprendre Courrèges. Il écrit une lettre dans laquelle il explique qui il est, et évoque alors la « radicalité » et « l’esprit de construction ». Il est choisi pour prendre la tête de l'entreprise. En septembre 2020, Nicolas Di Felice est nommé directeur artistique de Courrèges,,,. Il déclare : « J’ai toujours rêvé de Courrèges, de son univers radical et enveloppant. C’est une maison qui signifie beaucoup pour moi et dans laquelle je me reconnais. Sa simplicité, sa clarté mais aussi son optimisme : je suis honoré de faire vivre ces valeurs et j’espère le faire avec autant de passion et d’enthousiasme que son fondateur ». En prenant les rênes de l’entreprise, il souhaite s’adresser à un public plus jeune tout en gardant la clientèle historique. Dès sa prise de fonction, Nicolas Di Felice réédite des pièces emblématiques dans une collection appelée « Rééditions »,,,. Le directeur artistique les retravaille dans un design plus ajusté. Le créateur passe également de quatre à six collections par an, en y ajoutant deux collections masculines. 
La première collection Courrèges de Nicolas Di Felice est présentée virtuellement en mars 2021,,. La collection automne-hiver 2021-22 intitulée I Can Feel Your Heartbeat,, se déroule à La Station Gare des Mines à Aubervilliers,,. Elle est suivie en juin de la collection homme, intitulée I Can Feel Your Heartbeat - Part II, présentée dans un second film.
Pour ses premiers défilés, Nicolas Di Felice opte pour une mise en scène épurée : cube blanc, bois de Vincennes,, boîte noire de type boîte de nuit, plage de sable circulaire,,…
Toujours passionné de musique, Nicolas Di Felice lance le Courrèges Club, des soirées privées à la programmation musicale pointue. En parallèle, Nicolas Di Felice redessine la boutique amirale de la marque et ouvre trois nouvelles boutiques,, dans le Marais à Paris en 2021, et à New York puis Rive Gauche à Paris en 2022. Il retravaille également le flacon de parfums Courrèges et lance quatre nouvelles fragrances,.